# 机上の九龍
『机上の九龍』（きじょうのクーロン）は、原作：空論創作委員会、構成：長崎尚志、作画：青木朋による日本の漫画。
2000年から2001年まで『ビッグコミックスピリッツ』（小学館）に、2002年から『漫戦スピリッツ』（小学館）に、2005年から2007年まで『papyrus』（幻冬舎）創刊号からVol.12に、2007年から2009年まで『デジコミ新潮 コム・コム』2007年10月号から2009年1月号に掲載された。単行本は2002年に小学館ビッグコミックススペシャルで発売された。のち、2009年に新潮社より『真・机上の九龍』として上・中・下巻が発売された。

## あらすじ
舞台は2000年代中期の多人種都市TOKYO・ネオ九龍地区。2100年に勃発した戦争により、TOKYOは一旦荒廃したが再興しつつあった。しかし貧富の差は広がり、モラルも著しく低下し混沌とした都市となっていた。そんな再開発が進むネオ九龍で捜索事務所を開いている、捜し物のエキスパートの机田九と、彼の父親代わりのクローン技術によって喋ることができるウサギ、ラビ。彼らの元には様々な依頼がやってくる。